# Phymaturus verdugo
Phymaturus verdugo — вид ігуаноподібних ящірок родини Liolaemidae. Ендемік Аргентини.

## Поширення і екологія
Phymaturus verdugo мешкають в Андах на південному заході провінції Мендоса та на півночі провінції Неукен. Вони живуть серед скель, на висоті від 2200 до 2800 м над рівнем моря. Живляться рослинністю, є живородними.